# Penn (Contea di Berks, Pennsylvania)
Penn  è una township degli Stati Uniti d'America, nella contea di Berks nello Stato della Pennsylvania. Secondo il censimento del 2000 la popolazione è di 1.993 abitanti.

## Società

### Evoluzione demografica
La composizione etnica vede una maggioranza di quella bianca (97,39%), seguita da quella asiatica (0,55%) dati del 2000.
| township di Penn Popolazione |       |
| 2000                         | 1.993 |
| Stima al 2009                | 2.201 |